# Jean-Philippe Lauer

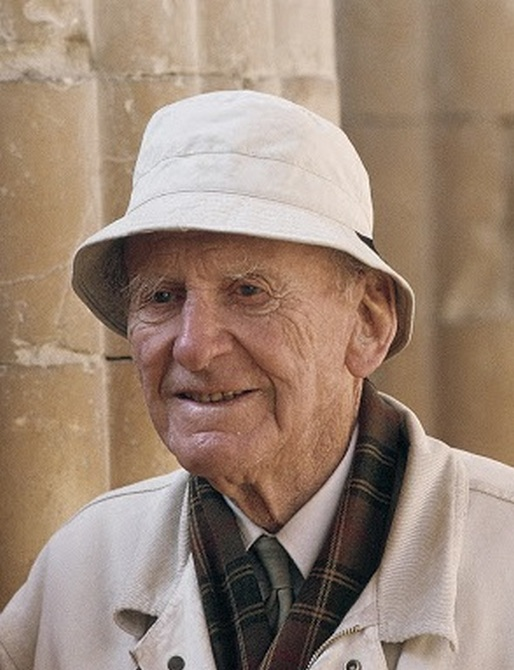
Jean-Philippe Lauer in 1987

Jean-Philippe Lauer (Parijs, 7 mei 1902 - aldaar, 15 mei 2001) was een Franse architect en egyptoloog. Hij werd beschouwd als de belangrijkste expert op het gebied van constructietechnieken en -methoden van de Egyptische piramides.
Lauer werd geboren in het 8e arrondissement van Parijs, Frankrijk, in een welgestelde familie van Elzasser afkomst. Hij studeerde architectuur, maar vanwege de slechte vooruitzichten voor jonge architecten in het Frankrijk van na de Eerste Wereldoorlog adviseerde zijn neef Jacques Hardy, een architect die in Egypte werkte, hem om naar Egypte te komen. Lauer arriveerde aldus in 1926 in Egypte, waar Pierre Lacau, toen hoofd van de Service des antiquités de l'Égypte, hem een aanstelling van 8 maanden gaf om Cecil Mallaby Firth te assisteren bij het werk aan de trappiramide van Djoser.
Zijn samenwerking met Firth werkte goed, Lauer's positie werd regelmatig vernieuwd en in 1928 was hij nog steeds in Saqqara. Daar ontmoette hij Marguerite Jouguet, de dochter van de bekende Hellenist Pierre Jouguet, die tot directeur van het Institut Français d'Archéologie Orientale was benoemd. Pierre Jouguet had vertalingen gepubliceerd van veel in Egypte gevonden Griekse papyri, en was hoogleraar oude geschiedenis en papyrologie in Rijsel. J.P. Lauer huwde Marguerite op 1 oktober 1929 in het 6e arrondissement van Parijs.
Firth stierf in 1931 en werd opgevolgd door James E. Quibell. Vijf jaar later, in 1936, minder dan een jaar na Quibells dood, werd Lauers positie niet  meer verlengd. Toch besloot hij in Egypte te blijven. In de jaren vijftig werkte J. P. Lauer in nauwe samenwerking met zijn vriend Zakaria Goneim aan de trappiramide van Sechemchet. Later, in 1959, hielp hij Goneim zijn naam te zuiveren nadat deze beschuldigd was dat hij een door Lauer en Quibell ontdekt vaatwerk uit Egypte had gesmokkeld. In 1963 richtte hij samen met Jean Leclant de Mission Archéologique Française de Saqqâra op, die tot op heden actief is. 
Vanaf zijn aankomst in 1926 tot zijn dood in 2001 werkte J. P. Lauer aan tal van opgravingen en restauratieprojecten op het Saqqara-plateau, en stopte hij slechts voor een korte tijd toen Gamal Abdel Nasser de macht in Egypte overnam. 
Het belangrijkste werk van J. P. Lauer tijdens zijn 75 jaar in Saqqara was de restauratie van het complex van mortuaria van  Djoser, met name de serdab en de ommuring. Hij staat ook bekend om zijn opgravingen van de ondergrondse kamers van de trappiramide en de ontdekking van de "drie kamers van blauwe faience".
Meer dan 90 jaar oud en nog steeds ter plaatse werkzaam, kreeg hij door Egyptische arbeiders de bijnaam "de door God vergetene".
Lauer stierf op 99-jarige leeftijd in het 15e arrondissement van Parijs.
- Bibsys: 3034557
- Biblioteca Nacional de España: XX1398015
- Bibliothèque nationale de France: cb119112643 (data)
- CiNii: DA02423865
- Gemeinsame Normdatei: 118998501
- International Standard Name Identifier: 0000 0001 1031 5936
- Library of Congress Control Number: n50039786
- Nationale Bibliotheek van Letland: 000052943
- Bibliotheek van het Japanse parlement: 00446965
- Nationale Bibliotheek van Tsjechië: mzk2015869369
- Nationale bibliotheek van Australië: 35293188
- Nationale Bibliotheek van Israël: 987007264339405171
- Nationale Bibliotheek van Polen: a0000003347471
- Nederlandse Thesaurus van Auteursnamen: 074505610
- Réseau des bibliothèques de Suisse occidentale: 02-A003499249
- LIBRIS: 300221
- Système universitaire de documentation: 026968487
- Trove: 900639
- Virtual International Authority File: 97990006
- WorldCat: E39PBJvhvJJx9RM6hdQMwyR9Xd